# Stožnik
Stožnik, stožasti zupčanik ili konični zupčanik se koristi za mehanički prijenos ako se osi vratila međusobno sijeku (najčešće pod pravim kutom ili 90˚). Kada se osi pogonskog i gonjenoga vratila mimoilaze, prijenos se ostvaruje zupčanicima koji teorijski imaju oblik hiperboloida, a približno se zamjenjuju (aproksimiraju) stožastim zupčanicima (takozvani hipoidni prijenos) ili valjkastim zupčanicima (vijčani prijenos), sa zakrivljenim ili kosim zupcima.

## Mehanički prijenos stožnicima
Kinematske površine ovih zupčanika su stošci na kojima se obavlja valjanje bez klizanja. Najčešće se primjenjuju pri prijenosu snage i kružnog gibanja između dvaju vratila čije osi zahvaćaju pravi ili neki drugi kut. Bočna linija zubaca stožnika može biti ravna, kosa ili zakrivljena. Zbog složenog geometrijskog oblika, stožnici su dosta osjetljivi na točnost izrade i ugradnje, te na odstupanje od pravilnog položaja osi. Modul stožnika nema stalnu vrijednost, nego se mijenja s promjerom dodirne kružnice povećavajući se prema širem dijelu stošca. 
Pri proračunu ovih zupčanika kao osnova uzimaju se srednji promjeri diobenih kružnica koji se mjere na polovici širine zupca. Najmanji broj zubaca manjeg zupčanika ne bi trebao biti manji od 13. Stožnici s ravnim ili kosim zubima primjenjuju se s ukrštenim vratilima za prijenosne omjere do 6. Za prijenosne omjere veće od 1,2, prijenosnik s parom stožnika skuplji je od prijenosnika s parom čelnika, a za prijenosni omjer veći od 2,7 skuplji je i od kombiniranog prijenosnika s parom čelnika i parom stožnika. Stoga se rijetko upotrebljavaju za redukciju i multiplikaciju okretnog momenta, a češće za promjenu toka snage. U pogledu opteretivosti približno vrijede isti podaci kao kod čelničkog ozubljenja. Za veće zahtjeve ozubljuju se koso i spiralno, te toplinski obrađuju.

### Stožnici sa zakrivljenim zupcima
Stožnici sa zakrivljenim zupcima najviše se upotrebljavaju u automobilskoj industriji (mjenjač brzine) te na alatnim strojevima. Njihove prednosti su visok stupanj prekrivanja i postupan zahvat zbog čega imaju miran i tih rad. 

### Hiperboloidni i hipoidni zupčanici
Hiperboloidni i hipoidni zupčanici pripadaju skupini stožastih zupčanika s malim osnim razmakom vratila. Hiperboloidni zupčasti parovi imaju osnovne kinematske površine u obliku hiperboloida. Koso ili zavojno ozubljeni stožnici mogu biti spareni i tako da se vrhovi njihovih stožastih kinematskih površina ne susreću, nego se osi stožaca sijeku. U tom slučaju radi se o hipoidnom zupčastom paru. Hipoidni zupčanici upotrebljavaju se u diferencijalu motornih vozila.

## Vanjske poveznice
|  | Zajednički poslužitelj ima još gradiva o temi Stožnik |